# ФК Фулам
Фудбалски клуб Фулам (енгл. Fulham Football Club) је професионални енглески фудбалски клуб из Фулама, Лондон. Клуб тренутно наступа у Премијер лиги.
Основан је 1879. и најстарији је професионални клуб из Лондона. Неки тврде да би екипа Креј Вондерерса, која је основана 1860, требало да има ту част, али у тренутку оснивања Креј Вондерерси су имали статус аматерског клуба.
Екипа Фулама је по освајању Интертото купа (победивши у две финалне утакмице Болоњу укупним резултатом 5:3) наступала у купу УЕФА 2002. године. У том такмичењу прошли су два кола, али их је у трећем зауставила берлинска Херта. Током 1990-их играли су у четвртој енглеској лиги, да би се Фулам на почетку новог миленијума брзо вратио у Премијер лигу. После најгорег периода у клупској историји (1994–1997), египатски милионер Мохамед ал Фајед успева да спречи финансијску пропаст клуба и у периоду од 1997-2001. Фулам се враћа у Премијер лигу. Као домаћин Фулам игра на стадиону Крејвен котиџ капацитета 25.700 места, док је највећа посета (25.380 гледалаца) забележена на утакмици против Бирмингема. Највећа трибина стадиона носи име Џонија Хејнса, легенде „Колибаpa“.

## Историјат

### Почеци (1879–1898)
Фулам је основан 1879. као Fulham St Andrew's Church Sunday School, основан од стране свештеника Англиканске цркве у Кенингстону, Западни Лондон. Они су освојили Аматерски куп Западног Лондона 1887, да би 1888. скратили име које се задржало до данашњег дана. Године 1893. Фулам осваја Лигу Западног Лондона у првој сезони учествовања. Дрес Фулама из тог доба био је црвено-бео. Ова екипа је своју прву утакмицу на стадиону Крејвен Котиџ одиграла 1896. против екипе ФК Минерва.

### Јужна лига (1898–1907)
| Година  | Лига                  |
| ------- | --------------------- |
| 1898—03 | Јужна лига дивизија 2 |
| 1903—07 | Јужна лига дивизија 1 |

Клуб је стекао професионални статус 12. децембра 1898 и исте године је заиграо у 2. дивизији Јужне лиге. Они су боју дресова преузели од Арсенала, који је су носили током сезоне 1900-01. У 1902-03 су освојили титулу у 2. дивизији што им је омогућило у пролазак у прву дивизију Јужне лиге. Клуб је први пут у овом периоду носио потпуно беле дресове, која је клупска боја. Фулам је Јужну лигу освојио 2 пута, 1905-06 и 1906-07.

## Стадион
Крејвен котиџ (Застрашујућа Колиба) је име фудбалског стадиона на коме игра ФК Фулам од 1896. године. По имену стадиона, клуб и навијачи су и добили надимак. Изграђен је по пројекту Арчибалда Лича. После реконструкције капацитет стадиона је 25.700 места за седење.

## Ривалитети
Највећи Фуламови ривали су ФК Брентфорд ,Квинс парк ренџерс и Челси. Познато је и ривалство између лондонских клубова Арсенала, Тотенхем Хотспура, Чарлтон Атлетика, Кристал Паласа, Вест Хем Јунајтеда и Фулама. Након смрти једног навијача Фулама, који је убијен после утакмице са Гилингемом дошло је до велике нетрпељивости између навијача ова два клуба.

## Занимљивости
Фулам је први фудбалски клуб који је у својим свлачионицама имао тушеве.
Године 1905, Фулам је непосредно учествовао у оснивању другог лондонског клуба, Челсија. Спорови између тадашњег председника ФК Фулама Хенри Нориса и лондонског бизнисмена Гуса Мира довела је до додатног богаћења ФК Челси, са којима су и створили прво ривалство.
Године 1926. постали су први фудбалски клуб који је продавао хот-догове на свом стадиону.
Године 1975, изгубили су финале ФА Купа од Вест Хема резултатом 2:0, пред 100.000 гледалаца.

## Познати навијачи
- Дејвид Хаселхоф (Најчувенији чувар плаже, Мич Бјукенон)
- Лили Ален (Поп звезда)
- Хју Грант (Глумац)
- Мајкл Џексон (Суперзвезда који је унутар стадиона имао своју статуу до 2014. године)
- Данијел Редклиф (Глумац, Хари Потер).

## „Проблематична“ маскота
Маскота Фулама је такозвани ''Billy the Badger'' (Били Јазавац). који је постао „озлоглашен“ након што је на утакмици нервирао тренера Челсија Аврама Гранта пред камерама. Други његов испад је „брејкденс око корнер заставице“. Наиме, упркос опоменама судије Криса Фоја да се помери од корнер заставице, он је упорно одбијао да се смири. Епилог, Били је искључен, а утакмица се после неколико минута прекида наставила.

## Успеси
| Почасти                                         | Број победа | Године                     |      |      |      |
| Лиге                                            | Лиге        | Лиге                       | Лиге | Лиге | Лиге |
| ----------------------------------------------- | ----------- | -------------------------- | ---- | ---- | ---- |
| Друга дивизија (2. ранг) - прваци               | 3           | 1948/49, 2000/01, 2021/22. |      |      |      |
| Друга дивизија (2. ранг) - другопласирани       | 1           | 1958/59.                   |      |      |      |
| Чемпионшип (2. ранг) - победници плеј офа       | 2           | 2018, 2020.                |      |      |      |
| Трећа дивизија (3. ранг) - прваци               | 2           | 1931/32, 1998/99.          |      |      |      |
| Трећа дивизија (3. ранг) - другопласирани       | 1           | 1970/71.                   |      |      |      |
| Друга фудбалска лига (4. ранг) - другопласирани | 1           | 1996/97.                   |      |      |      |
| Јужна фудбалска лига - прваци                   | 2           | 1905/06, 1906/07.          |      |      |      |
| Домаћи купови                                   |             |                            |      |      |      |
| ФА куп - финалисти                              | 1           | 1974/75.                   |      |      |      |
| Европски купови                                 |             |                            |      |      |      |
| УЕФА лига Европе - финалисти                    | 1           | 2009/10.                   |      |      |      |
| Интертото куп - освајачи                        | 1           | 2002.                      |      |      |      |

## Тренутна постава
| Бр. |                             | Позиција | Играч                    |
| --- | --------------------------- | -------- | ------------------------ |
| 1   | Енглеска                    | Г        | Маркус Бетинели          |
| 4   | Белгија                     | О        | Денис Одои               |
| 6   | Шкотска                     | С        | Кевин Макдоналд          |
| 7   | Демократска Република Конго | С        | Нискенс Кебано           |
| 8   | Норвешка                    | С        | Стефан Јохансен          |
| 9   | Србија                      | Н        | Александар Митровић      |
| 10  | Шкотска                     | С        | Том Керни (капитен)      |
| 13  | Сједињене Америчке Државе   | О        | Тим Рим                  |
| 20  | Француска                   | О        | Максим Ле Маршан         |
| 22  | Република Ирска             | О        | Сајрус Кристи            |
| 23  | Енглеска                    | О        | Џо Брајан                |
| 24  | Француска                   | С        | Ентони Нокар             |
| 25  | Шпанија                     | Г        | Серхио Рико              |
| 26  | Енглеска                    | О        | Алфи Мосон               |
| 29  | Камерун                     | С        | Андре-Франк Замбо Ангиса |
| 31  | Шпанија                     | Г        | Фабри                    |
| 44  | Гвинеја                     | С        | Ибрахима Сисе            |
| 47  | Француска                   | Н        | Абубакар Камара          |

## Фуламових најбољих 11
- Едвин ван дер Сар
- Стив Финан
- Арон Хјуз
- Бреде Хангеланд
- Руфуз Бреве
- Клинт Демпси
- Дани Марфи
- Муса Дембеле
- Луис Боа Морте
- Брајан Мекбрајд
- Луј Саха

## Менаџери
| Име               | Од   | До   |
| ----------------- | ---- | ---- |
| Хари Бредшо       | 1904 | 1909 |
| Фил Келсо         | 1909 | 1924 |
| Енди Дукат        | 1924 | 1926 |
| Џо Бредшо         | 1926 | 1929 |
| Нед Лидел         | 1929 | 1931 |
| Џими Макинтајер   | 1931 | 1934 |
| Џими Хоган        | 1934 | 1935 |
| Џек Пирт          | 1935 | 1948 |
| Френк Озборн*     | 1948 | 1949 |
| Бил Доџин         | 1949 | 1953 |
| Френк Озборн*     | 1953 | 1956 |
| Даг Ливингстон    | 1956 | 1958 |
| Бедфорд Џизард    | 1958 | 1964 |
| Вик Бакингам      | 1965 | 1968 |
| Боби Робсон       | 1968 | 1968 |
| Бил Доџин Мл.     | 1969 | 1972 |
| Алек Сток         | 1972 | 1976 |
| Боби Кембел       | 1976 | 1980 |
| Малком Макдоналд  | 1980 | 1984 |
| Реј Харфорд       | 1984 | 1986 |
| Реј Луингтон      | 1986 | 1990 |
| Алан Дикс         | 1990 | 1991 |
| Дон Макеј         | 1991 | 1994 |
| Ијан Бранфут      | 1994 | 1996 |
| Мики Адамс        | 1996 | 1997 |
| Реј Вилкинс       | 1997 | 1998 |
| Кевин Киген       | 1998 | 1999 |
| Пол Брејсвел      | 1999 | 2000 |
| Жан Тигана        | 2000 | 2003 |
| Крис Колман       | 2003 | 2007 |
| Лори Санчез       | 2007 | 2007 |
| Рој Хоџсон        | 2007 | 2010 |
| Марк Хјуз         | 2010 | 2011 |
| Мартин Јол        | 2011 | 2013 |
| Рене Меулестин*   | 2013 | 2014 |
| Феликс Магат      | 2014 | 2014 |
| Кит Сајмонс       | 2014 | 2015 |
| Славиша Јокановић | 2015 | 2018 |
| Клаудио Ранијери  | 2018 | 2019 |
| Скот Паркер       | 2019 |      |

## Фулам у европским такмичењима
| Фулам у Европи | Фулам у Европи   | Фулам у Европи     | Фулам у Европи | Фулам у Европи        | Фулам у Европи | Фулам у Европи | Фулам у Европи  |
| Сезона         | Такмичење        | Коло               | Држава         | Клуб                  | Домаћин        | Гост           | Укупан резултат |
| -------------- | ---------------- | ------------------ | -------------- | --------------------- | -------------- | -------------- | --------------- |
| 2002.          | Интертото куп    | Друго коло         | Финска         | Хака                  | 0:0            | 1:1            | 1:1             |
| 2002.          | Интертото куп    | Треће коло         | Грчка          | Егалео                | 1:0            | 1:1            | 2:1             |
| 2002.          | Интертото куп    | Полуфинале         | Француска      | Сошо                  | 1:0            | 2:0            | 3:0             |
| 2002.          | Интертото куп    | Финале             | Италија        | Болоња                | 3:1            | 2:2            | 5:3             |
| 2002/03.       | УЕФА куп         | Прво коло          | Хрватска       | Хајдук Сплит          | 2:2            | 1:0            | 3:2             |
| 2002/03.       | УЕФА куп         | Друго коло         | Хрватска       | Динамо Загреб         | 2:1            | 3:0            | 5:1             |
| 2002/03.       | УЕФА куп         | Треће коло         | Њемачка        | Херта Берлин          | 0:0            | 1:2            | 1:2             |
| 2009/10.       | УЕФА лига Европе | Треће коло кв.     | Литванија      | Ветра                 | 3:0            | 3:0            | 6:0             |
| 2009/10.       | УЕФА лига Европе | Плејоф             | Русија         | Амкар Перм            | 3:1            | 0:1            | 3:2             |
| 2009/10.       | УЕФА лига Европе | Група Е            | Швајцарска     | Базел                 | 1:0            | 3:2            | 2.              |
| 2009/10.       | УЕФА лига Европе | Група Е            | Бугарска       | ЦСКА Софија           | 1:0            | 1:1            | 2.              |
| 2009/10.       | УЕФА лига Европе | Група Е            | Италија        | Рома                  | 1:1            | 1:2            | 2.              |
| 2009/10.       | УЕФА лига Европе | Шеснаестина финала | Украјина       | Шахтар Доњецк         | 2:1            | 1:1            | 3:2             |
| 2009/10.       | УЕФА лига Европе | Осмина финала      | Италија        | Јувентус              | 4:1            | 1:3            | 5:4             |
| 2009/10.       | УЕФА лига Европе | Четвртфинале       | Њемачка        | Волфсбург             | 2:1            | 1:0            | 3:1             |
| 2009/10.       | УЕФА лига Европе | Полуфинале         | Њемачка        | Хамбургер             | 2:1            | 0:0            | 2:1             |
| 2009/10.       | УЕФА лига Европе | Финале             | Шпанија        | Атлетико Мадрид       | 1:2 (прод.)    | 1:2 (прод.)    | 1:2 (прод.)     |
| 2011/12.       | УЕФА лига Европе | Прво коло кв.      | Фарска Острва  | Рунавик               | 3:0            | 0:0            | 3:0             |
| 2011/12.       | УЕФА лига Европе | Друго коло кв.     | Северна Ирска  | Крусејдерси           | 4:0            | 3:1            | 7:1             |
| 2011/12.       | УЕФА лига Европе | Треће коло кв.     | Хрватска       | Сплит                 | 2:0            | 0:0            | 2:0             |
| 2011/12.       | УЕФА лига Европе | Плеј оф            | Украјина       | Дњипро Дњипропетровск | 3:0            | 0:1            | 3:1             |
| 2011/12.       | УЕФА лига Европе | Група К            | Холандија      | Твенте                | 1:1            | 0:1            | 3.              |
| 2011/12.       | УЕФА лига Европе | Група К            | Данска         | Оденсе                | 2:2            | 2:0            | 3.              |
| 2011/12.       | УЕФА лига Европе | Група К            | Пољска         | Висла Краков          | 4:1            | 0:1            | 3.              |

## Значајни играчи
| Енглеска - Ален Малери - Бедфорд Џизард - Боби Мур - Боби Робсон - Гари Бразил - Џорџ Коен - Џими Хил - Џим Станард - Дејв Бејзант - Лес Стронг - Тревор Чејмберлен - Џони Хејнс - Зет Најт - Малком Макдоналд - Пол Паркер - Реј Луингтон - Родни Марш - Шон Дејвис - Сајмон Морган - Тони Гејл - Питер Бирдсли - Пол Кончески - Џими Булард - Енди Џонсон - Скот Паркер - Дани Марфи - Дарен Бент - Стив Сидвел - Енди Кол - Боби Замора - Крис Смолинг | САД - Клинт Демпси - Карлос Боканегра - Маркус Ханеман - Еди Џонсон - Кејси Келер - Еди Луис - Брајан Мекбрајд Француска - Ален Гома - Стед Малбранк - Стив Марле - Луј Саха - Руфуз Бреве Ирска - Џери Пејтон - Џими Конвеј - Реј Хотон - Стив Финан - Демијен Даф Холандија - Едвин ван дер Сар - Џон Хајтинга - Мартин Стекеленбург - Колинс Џон Финска - Јари Литманен - Тони Калио - Шефки Кучи - Анти Нијеми | Аустралија Велс - Енди Мелвил - Крис Колман - Гордон Дејвис - Сајмон Дејвис Северна Ирска - Џорџ Бест - Стивен Дејвис - Дејвид Хили - Арон Хјуз Швајцарска - Филип Сендерос - Паскал Зубербулер - Пајтим Касами Шкотска - Џон Колинс - Рос Мекормак - Грејам Легат Италија - Винченцо Монтела - Стефано Окака Аустралија - Марк Шварцер - Адријан Лајер Грчка - Костас Митроглу - Јоргос Карагунис Русија - Алексеј Смертин - Павел Погребњак‎ Немачка - Карл-Хајнц Ридл - Мориц Волц Норвешка - Бреде Хангеланд - Јон Арне Рисе | Канада - Пол Пешисолидо - Томаш Радзински Сенегал - Диоманси Камара - Папа Буба Диоп Србија - Дејан Стефановић - Александар Митровић Белгија - Муса Дембеле Колумбија - Хуго Родаљега Исланд - Ејдор Гуђонсен Бугарска - Димитар Бербатов Коста Рика - Брајан Руиз Хрватска - Младен Петрић Мађарска - Золтан Гера Иран - Андраник Тејмурјан Јапан - Џуничи Инамото Јамајка - Бари Хејлс Камерун - Пјер Воме Португал - Луис Боа Морте Мали - Мамаду Диара Уругвај - Роби Ерера |

## Галерија
- Папа Буба Диоп
- Бивше Фуламове звезде
- Саха из периода када је наступао за Фулам
- Марк Шварцер
- Рој Хоџсон